# Jarmo Myllys
Jarmo Myllys, född 29 maj 1965 i Nyslott i Södra Savolax, är en finländsk före detta professionell ishockeymålvakt. Myllys är mest känd för sin tid som målvakt i Luleå HF:s A-lag och för att ha gjort två mål, vilket ingen annan SHL-målvakt hittills har lyckats med. Han bidrog stort till att laget vann SM-guld säsongen 1995-1996. Han spelade flera landslagskamper med Finlands landslag och var med och vann VM-guld 1995 i Sverige, mot värdlandet i final. Han har även spelat i NHL-lagen Minnesota North Stars och San Jose Sharks.
1997 vann Myllys även Guldhjälmen.
Luleå Hockey hissade upp Jarmo Myllys tröja med nummer 35 i taket, innan en match mot Linköpings HC den 23 november 2011, vilket var tio år efter att han slutade i klubben.
Med två gjorda mål och 17 assist i karriären är Myllys den mest offensiva målvakt genom tiderna som spelat i SHL. Det är ligarekord som står än idag.

## Statistik i Luleå HF
- Matcher (grundserie): 288
- GAA (grundserie): 2,59
- Räddningsprocent (grundserie): 90,0
- Matcher (slutspel): 64
- GAA (slutspel): 2,59
- Räddningsprocent (slutspel): 90,2
- Hållna nollor (totalt): 36
- Assist (totalt): 17
- Mål (totalt): 2